# مکدیل (ویرجینیای غربی)
مکدیل (به انگلیسی: Macdale) یک منطقهٔ مسکونی در ایالات متحده آمریکا است که در شهرستان مونونگالیا، ویرجینیای غربی واقع شده‌است. مکدیل ۳۰۳٫۸۹ متر بالاتر از سطح دریا واقع شده‌است.